# Cuba (Gera)
Cuba war ein ehemals eigenständiger Ort im Gebiet der heutigen Stadt Gera in Thüringen.

## Lage
Der Ortskern befand sich nordöstlich vom Schloss Osterstein am rechten Flussufer der Weißen Elster, gegenüber dem Stadtteil Untermhaus. Die geographische Höhe des Ortes beträgt 190 m ü. NN.

## Geschichte
Im Verlauf des 19. Jahrhunderts nahm Untermhaus rasch kleinstädtische Züge an. 1897 wurde Cuba nach Untermhaus und mit diesem 1919 nach Gera eingemeindet. Der Ortsname Cuba kam außer Gebrauch, teilweise erhielt der rechts der Elster gelegene Teil von Untermhaus auch die Bezeichnung Neu-Untermhaus. An den Ortsnamen Cuba erinnern heute noch die Bezeichnungen der Cubaer Straße (seit 1919; zuvor Friedrichstraße) sowie der Cubabrücke über die Weiße Elster (seit 1950; zuvor Elisenbrücke).